# Nototriche glacialis
Nototriche glacialis är en malvaväxtart som beskrevs av Oskar Eberhard Ulbrich. Nototriche glacialis ingår i släktet Nototriche och familjen malvaväxter. Inga underarter finns listade i Catalogue of Life.